# Goran Bošković (ur. 1972)
Goran Bošković (cyr. Горан Бошковић; ur. 21 stycznia 1972 w Titogradzie, obecnie Podgoricy) – czarnogórski koszykarz, występujący na pozycjach rzucającego obrońcy lub niskiego skrzydłowego,  po zakończeniu kariery zawodniczej trener koszykarski, obecnie asystent trenera Crvenej Zvezdy Belgrad.

## Osiągnięcia
Stan na 13 maja 2022, na podstawie, o ile nie zaznaczono inaczej.

### Zawodnicze

#### Drużynowe
- Mistrz:
  - Jugosławii (1999)
  - Łotwy (2003)
- Wicemistrz Jugosławii (1997, 1998)
- Zdobywca pucharu:
  - Koracia (2002)
  - Jugosławii (1997)
  - Cypru (2006)
- Uczestnik międzynarodowych rozgrywek:
  - Euroligi (1999/2000)
  - Eurocup (2003/2004)
  - FIBA EuroCup (1997/1998)
  - FIBA EuroCup Challenge (2005/2006)

#### Indywidualne
- MVP Pucharu Jugosławii (1997)
- Klub FMP zastrzegł należący do niego numer 10

### Trenerskie

#### Trener główny
Drużynowe
- Mistrzostwo:
  - Ligi WABA (Liga Adriatycka Kobiet – 2016, 2018)[3]
  - Czarnogóry kobiet (2015–2019)[3]
- Puchar Czarnogóry kobiet (2015–2019)
- Wicemistrzostwo WABA (2019)

Indywidualne
- Trener roku żeńskiej Ligi Adriatyckiej (2016, 2018)

#### Asystent trenera
- Mistrzostwo:
  - Ligi Adriatyckiej (2021)
  - Serbii (2021)
- Puchar Serbii (2021, 2022)